# Херберт Кремер
Херберт Кремер (Вајмар, 25. август 1928 — 8. март 2024) био је немачко-амерички физичар, који је 2000. године, заједно са Жоресом Алферовим, добио Нобелову награду за физику „за развој полупроводничких хетероструктура коришћених у оптоелектроници и електроници великих брзина”.